# Ànec xiulador eurasiàtic
L'ànec xiulador eurasiàtic, ànec xiulador, xiulaire, siulador, siulaire o piuló (Mareca penelope; syn: Anas penelope) és una espècie d'ocell de la famíla dels anàtids. És un ànec de superfície que no es reprodueix als Països Catalans. Modernament se l'ha inclòs en el gènere Mareca com (M. penelope).
El seu estat de conservació es considera de risc mínim.

## Morfologia
- Fa uns 45 cm i 71-80 d'envergadura alar.
- El mascle presenta el cap de color castany amb el pili molt clar, d'un color crema que, segons com hi toca la llum, sembla blanc. El pit és de color terrós rogenc amb el ventre blanc.
- La femella, com a la majoria de les espècies d'ànecs, és bruna.
- El bec és blavenc amb la punta negra.

## Reproducció
Nia a terra i a prop de l'aigua.

## Alimentació
S'alimenta de vegetals que pot agafar dins o fora de l'aigua. Menja en aigües poc profundes, a les platges i estanys.

## Hàbitat
Es troba a les aigües lliures, tant dolces i salabroses com marines.

## Distribució geogràfica
Nia a Escandinàvia i hiverna al sud d'Europa. És un ànec migrant que es pot observar amb facilitat a les zones humides dels Països Catalans a l'hivern (Delta de l'Ebre i Delta del Llobregat, però a les Balears és un ànec poc abundant).

## Costums
Arriba als Països Catalans pel mes d'octubre i roman fins al març, malgrat que aquestes dates poden presentar petites variacions.
Mentre vola, el mascle emet un xiulet agut i es mou sempre en grupets.

## Galeria

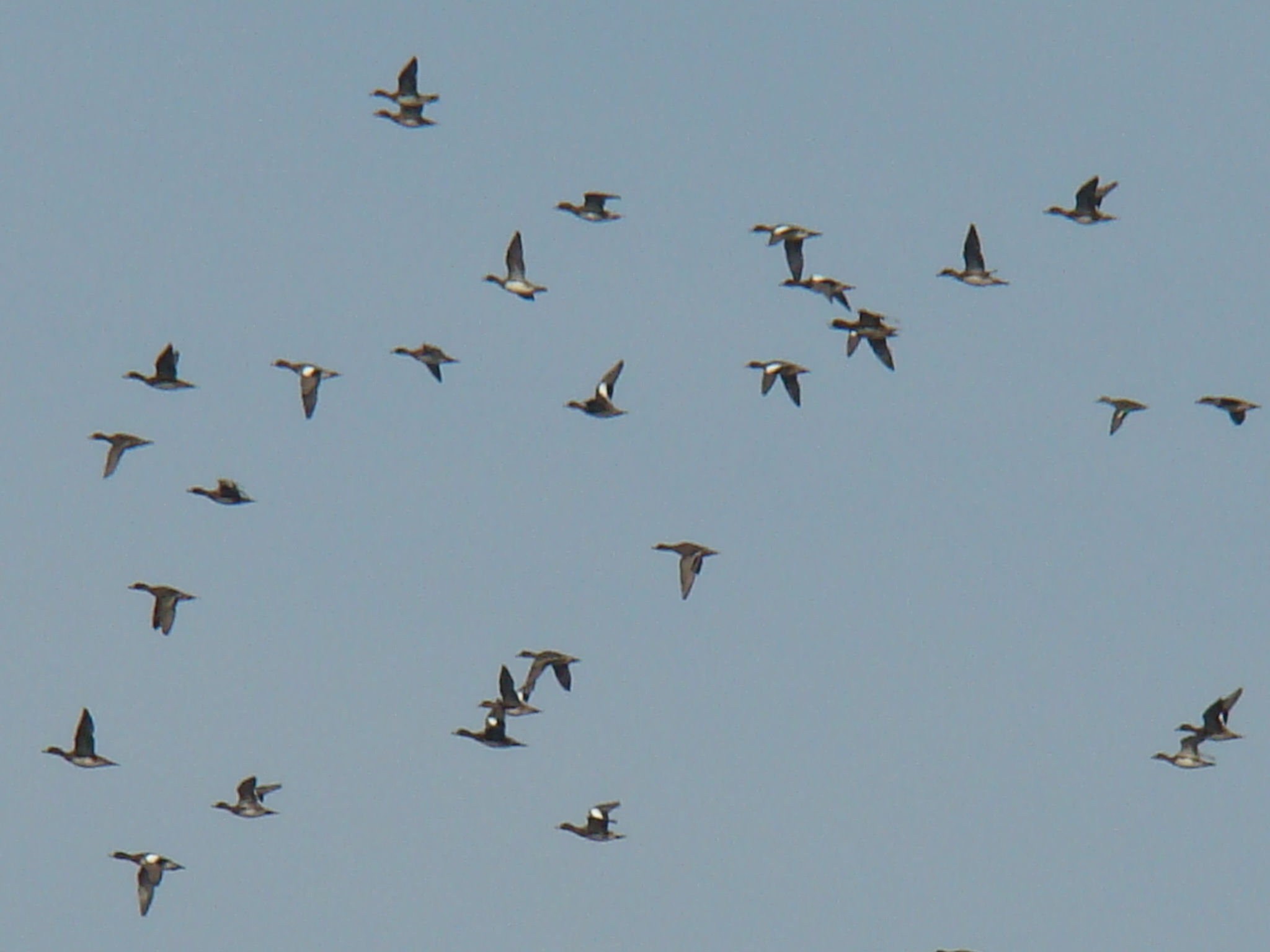
Estol d'ànecs xiuladors volant a Lituània
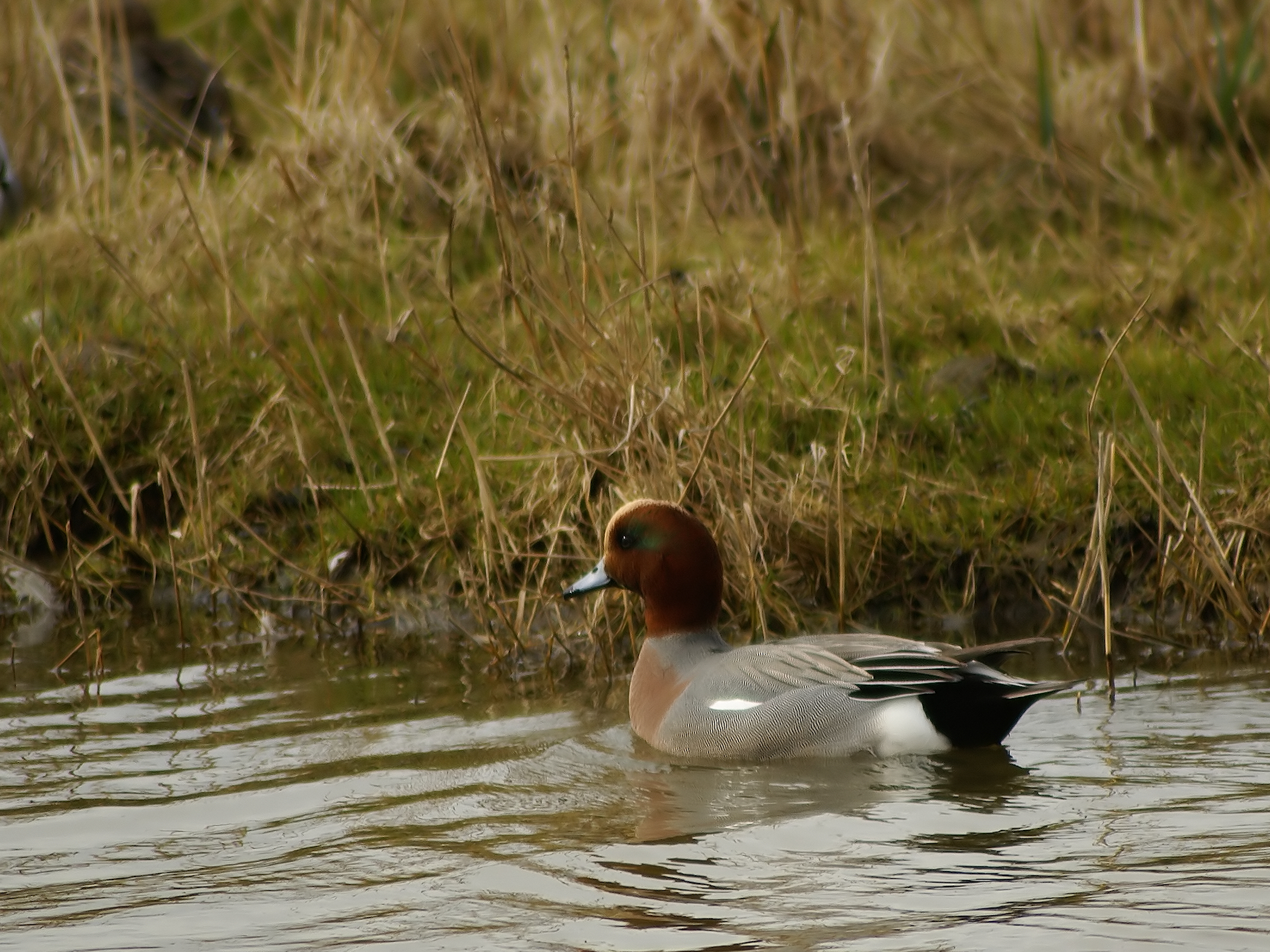
Mascle d'ànec xiulador fotografiat a Bèlgica
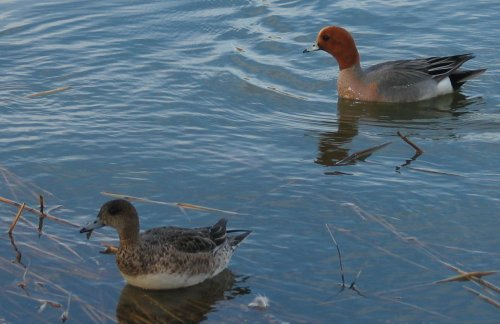
Parella fotografiada a Hèlsinki Finlàndia
Cant